# Collegio elettorale di Dolo
Il collegio elettorale di Dolo (o di Venezia II) è stato un collegio elettorale di lista del Regno d'Italia per l'elezione della Camera dei deputati.

## Storia
Il collegio plurinominale venne istituito tramite regio decreto 24 settembre 1882, n. 999, in seguito alla riforma che stabilì complessivamente 135 collegi elettorali.
Fu soppresso nel 1891 in seguito alla riforma che stabilì complessivamente 508 collegi elettorali.
| Legislature           | VIII | IX   | X    | XI   | XII  | XIII | XIV  | XV   | XVI  | XVII | XVIII | XIX  | XX   | XXI  | XXII | XXIII | XXIV | XXV  | XXVI | XXVII | XXVIII | XXIX | XXX  |
| --------------------- | ---- | ---- | ---- | ---- | ---- | ---- | ---- | ---- | ---- | ---- | ----- | ---- | ---- | ---- | ---- | ----- | ---- | ---- | ---- | ----- | ------ | ---- | ---- |
| Elezioni              | 1861 | 1865 | 1867 | 1870 | 1874 | 1876 | 1880 | 1882 | 1886 | 1890 | 1892  | 1895 | 1897 | 1900 | 1904 | 1909  | 1913 | 1919 | 1921 | 1924  | 1929   | 1934 | 1939 |
| Deputati nel collegio |      |      |      |      |      |      |      | 3    | 3    | 3    |       |      |      |      |      |       |      |      |      |       |        |      |      |
|                       |      |      |      |      |      |      |      |      |      |      |       |      |      |      |      |       |      |      |      |       |        |      |      |
| Totale eletti         | 443  | 493  | 493  | 508  | 508  | 508  | 508  | 508  | 508  | 508  | 508   | 508  | 508  | 508  | 508  | 508   | 508  | 508  | 535  | 535   | 400    | 400  |      |
| Numero collegi        | 443  | 493  | 493  | 508  | 508  | 508  | 508  | 135  | 135  | 135  | 508   | 508  | 508  | 508  | 508  | 508   | 508  | 54   | 40   | 15    | 1      | 1    |      |

## Territorio
Nel 1882 il collegio Venezia II con capoluogo Dolo era composto dai mandamenti di Cavarzere, Chioggia, Dolo,
Mirano, Portogruaro, San Donà di Piave.

## Dati elettorali
Nel collegio si svolsero elezioni per tre legislature.

### XV legislatura
Le votazioni si svolsero in 135 collegi plurinominali a doppio turno. Come previsto dalla legge elettorale politica del 24 settembre 1882, erano eletti al primo turno i candidati che «hanno ottenuto il maggior numero di voti, purché questo numero oltrepassi l'ottavo del numero degli elettori iscritti» (art. 74) secondo il numero di deputati previsto per il collegio; se il numero di eletti era inferiore al numero di deputati, il ballottaggio era tra i non eletti (in numero doppio rispetto ai deputati ancora da eleggere) che avevano il maggior numero di voti (art. 75) ed era eletto chi otteneva il maggior numero di voti nella seconda votazione (art. 77) oppure, in caso di ugual numero di voti, il maggiore d'età (art. 78).
| Partito                    | Partito                    | Candidato                  | Risultati 29 ottobre 1882 | Risultati 29 ottobre 1882 |
| Partito                    | Partito                    | Candidato                  | Voti                      | %                         |
| -------------------------- | -------------------------- | -------------------------- | ------------------------- | ------------------------- |
|                            | —                          | Giuseppe Micheli           | 3 125                     | 77,54                     |
|                            | —                          | Clemente Pellegrini        | 2 841                     | 70,50                     |
|                            | —                          | Sebastiano Tecchio         | 2 250                     | 55,83                     |
|                            | —                          | Isacco Maurogonato Pesaro  | 975                       | 24,19                     |
|                            | —                          | Simone Di Saint Bon        | 625                       | 15,51                     |
|                            | —                          | Roberto Galli              | 386                       | 9,58                      |
|                            |                            |                            |                           |                           |
| Iscritti                   | Iscritti                   | Iscritti                   | 9 609                     | 100,00                    |
| ↳ Votanti (% su iscritti)  | ↳ Votanti (% su iscritti)  | ↳ Votanti (% su iscritti)  | 4 030                     | 41,94                     |
| ↳ Astenuti (% su iscritti) | ↳ Astenuti (% su iscritti) | ↳ Astenuti (% su iscritti) | 5 579                     | 58,06                     |

Il deputato Micheli morì il 31 marzo 1883 e fu indetta un'elezione suppletiva per il 18 aprile 1883
| Partito                            | Partito                            | Candidato                          | Risultati 18 aprile 1883 | Risultati 18 aprile 1883 |
| Partito                            | Partito                            | Candidato                          | Voti                     | %                        |
| ---------------------------------- | ---------------------------------- | ---------------------------------- | ------------------------ | ------------------------ |
|                                    | —                                  | Amos Bernini                       | 1 551                    | 37,58                    |
|                                    | —                                  | Tommaso Bucchia                    | 1 098                    | 26,61                    |
|                                    | —                                  | Roberto Galli                      | 1 020                    | 24,72                    |
|                                    | —                                  | Andrea Sicher                      | 458                      | 11,10                    |
|                                    |                                    |                                    |                          |                          |
| Iscritti                           | Iscritti                           | Iscritti                           | 9 574                    | 100,00                   |
| ↳ Votanti (% su iscritti)          | ↳ Votanti (% su iscritti)          | ↳ Votanti (% su iscritti)          | 4 301                    | 44,92                    |
| ↳ Voti validi (% su votanti)       | ↳ Voti validi (% su votanti)       | ↳ Voti validi (% su votanti)       | 4 127                    | 95,95                    |
| ↳ Schede non valide (% su votanti) | ↳ Schede non valide (% su votanti) | ↳ Schede non valide (% su votanti) | 174                      | 4,05                     |
| ↳ Astenuti (% su iscritti)         | ↳ Astenuti (% su iscritti)         | ↳ Astenuti (% su iscritti)         | 5 273                    | 55,08                    |

### XVI legislatura
Le votazioni si svolsero in 135 collegi plurinominali a doppio turno con la normativa del 1882 (al primo turno un numero di voti maggiore di un ottavo degli iscritti al voto).
| Partito                    | Partito                    | Candidato                  | Risultati 23 maggio 1886 | Risultati 23 maggio 1886 |
| Partito                    | Partito                    | Candidato                  | Voti                     | %                        |
| -------------------------- | -------------------------- | -------------------------- | ------------------------ | ------------------------ |
|                            | —                          | Angelo Papadopoli          | 3 910                    | 59,60                    |
|                            | —                          | Aristide Gabelli           | 3 785                    | 57,70                    |
|                            | —                          | Roberto Galli              | 3 535                    | 53,89                    |
|                            | —                          | Clemente Pellegrini        | 2 702                    | 41,19                    |
|                            | —                          | Sebastiano Tecchio         | 2 281                    | 34,77                    |
|                            | —                          | Amos Bernini               | 2 233                    | 34,04                    |
|                            |                            |                            |                          |                          |
| Iscritti                   | Iscritti                   | Iscritti                   | 10 830                   | 100,00                   |
| ↳ Votanti (% su iscritti)  | ↳ Votanti (% su iscritti)  | ↳ Votanti (% su iscritti)  | 6 560                    | 60,57                    |
| ↳ Astenuti (% su iscritti) | ↳ Astenuti (% su iscritti) | ↳ Astenuti (% su iscritti) | 4 270                    | 39,43                    |

### XVII legislatura
Le votazioni si svolsero in 135 collegi plurinominali a doppio turno con la normativa del 1882 (al primo turno un numero di voti maggiore di un ottavo degli iscritti al voto).
| Partito                    | Partito                    | Candidato                  | Risultati 23 novembre 1890 | Risultati 23 novembre 1890 |
| Partito                    | Partito                    | Candidato                  | Voti                       | %                          |
| -------------------------- | -------------------------- | -------------------------- | -------------------------- | -------------------------- |
|                            | —                          | Roberto Galli              | 4 962                      | 75,27                      |
|                            | —                          | Aristide Gabelli           | 4 785                      | 72,59                      |
|                            | —                          | Angelo Papadopoli          | 3 445                      | 52,26                      |
|                            | —                          | Clemente Pellegrini        | 2 702                      | 40,99                      |
|                            | —                          | Egisto Zabeo               | 2 233                      | 33,87                      |
|                            |                            |                            |                            |                            |
| Iscritti                   | Iscritti                   | Iscritti                   | 12 456                     | 100,00                     |
| ↳ Votanti (% su iscritti)  | ↳ Votanti (% su iscritti)  | ↳ Votanti (% su iscritti)  | 6 592                      | 52,92                      |
| ↳ Astenuti (% su iscritti) | ↳ Astenuti (% su iscritti) | ↳ Astenuti (% su iscritti) | 5 864                      | 47,08                      |

Fu considerata ottenuta con la corruzione l'elezione dell'onorevole Papadopolie e la Giunta delle elezioni, a mezzo d'un Comitato inquirente, ritenne fondata l'accusa e propose l'annullamento dell'elezione. La Camera invece nella tornata del 1º maggio 1891 respinse tale proposta e convalidò l'elezione dell'onorevole Papadopoli.
Il deputato Gabelli morì il 7 ottobre 1891. Fu indetta un'elezione suppletiva per l'8 novembre 1891.
| Partito                            | Partito                            | Candidato                          | Risultati 8 novembre 1891 | Risultati 8 novembre 1891 |
| Partito                            | Partito                            | Candidato                          | Voti                      | %                         |
| ---------------------------------- | ---------------------------------- | ---------------------------------- | ------------------------- | ------------------------- |
|                                    | —                                  | Clemente Pellegrini                | 3 629                     | 97,14                     |
|                                    | —                                  | Francesco Carenzi                  | 107                       | 2,86                      |
|                                    |                                    |                                    |                           |                           |
| Iscritti                           | Iscritti                           | Iscritti                           | 12 883                    | 100,00                    |
| ↳ Votanti (% su iscritti)          | ↳ Votanti (% su iscritti)          | ↳ Votanti (% su iscritti)          | 4 202                     | 32,62                     |
| ↳ Voti validi (% su votanti)       | ↳ Voti validi (% su votanti)       | ↳ Voti validi (% su votanti)       | 3 736                     | 88,91                     |
| ↳ Schede non valide (% su votanti) | ↳ Schede non valide (% su votanti) | ↳ Schede non valide (% su votanti) | 466                       | 11,09                     |
| ↳ Astenuti (% su iscritti)         | ↳ Astenuti (% su iscritti)         | ↳ Astenuti (% su iscritti)         | 8 681                     | 67,38                     |